# Qui croit encore aux fantômes ?
Qui croit encore aux fantômes ? (titre original : Who Believes in Ghosts!) est une nouvelle américaine de l'écrivain Jack London publiée aux États-Unis en 1895. En France, elle a paru pour la première fois en 1975.

## Historique
La nouvelle est publiée dans le journal étudiant Aegis (en) en octobre 1895, elle n'a pas été reprise dans un recueil.

## Éditions

### Éditions en anglais
- Who Believes in Ghosts!, dans le journal étudiant Aegis (en), octobre 1895.

### Traductions en français
- Qui croit encore aux fantômes ?, traduction de François Postif, in Le Dieu tombé du ciel, recueil, U.G.E., 1975.